# Π
Pi (Π ou π; em grego:  πι, transl.: pi) é a décima sexta letra do alfabeto grego e vale 80 como um numeral grego. No modo matemático do LaTeX, é representada por: {\displaystyle \Pi } e  {\displaystyle \pi }.
- "Pi" tem seu dia comemorado em 14/03.

- "Pi" representa o número equivalente à razão entre o perímetro da circunferência e o diâmetro de um círculo, que equivale, aproximadamente, a 3,14.
- Representa em economia, taxa de inflação.
- Essa letra, em maiúscula, representa um produtório/piatório (variás multiplicações em ordem, podendo representar uma progressão geométrica).
- Na Química é usado para representar pressão osmótica.

## Classificação
- Alfabeto = Alfabeto grego
- Fonética = /Pe/, Letra P, Pé